# Cordula Busack
Cordula Busack (* 22. Oktober 1986 in Bernau bei Berlin) ist eine deutsche Fußball- und Handballspielerin.

## Werdegang

### Fußball
Cordula Busack begann in ihrer Jugend mit Fußball beim 1. FFC Turbine Potsdam zunächst als Abwehrspielerin, später wurde sie Torhüterin. In der Saison 2004/05 gehörte sie zum Kader der Bundesligamannschaft des 1. FFC Turbine Potsdam, kam dort allerdings nicht zum Einsatz. Von 2005 bis 2007 spielte die  mit der zweiten Mannschaft der Potsdamerinnen in der 2. Bundesliga. Anschließend wechselte sie zum Ligakonkurrenten Tennis Borussia Berlin, mit dem sie 2009 in die erste Liga aufstieg und in der Saison 2009/10 zehn Bundesligaspiele bestritt. Ab 2010 hütete sie das Tor des 1. FC Lübars, den sie in der Winterpause der Saison 2013/14 verließ und sich dem FC Viktoria 1889 Berlin anschloss.
Busack war U-19-Nationalspielerin.

### Handball
Neben dem Fußball spielte Cordula Busack ab Anfang 2014 bis zum Sommer 2015 als Torfrau bei den Spreefüxxen, der Handball-Frauenmannschaft der Füchse Berlin. Ihr Debüt in der 2. Bundesliga hatte sie am 22. Februar 2014 beim 32:24-Erfolg über den TSV Nord Harrislee.